# Agata Kryszak
Agata Marczok-Kryszak – polska piosenkarka, kompozytorka, instrumentalistka i autorka tekstów, najlepiej znana z przeboju „Krótko żyją motyle”, który stał się w 1987 numerem jeden listy przebojów radiowej „Jedynki”. W drugiej połowie lat 80. powodzeniem cieszyły się też piosenki „Szkoda gadać” oraz - pochodząca z serialu dla młodych widzów Banda Rudego Pająka (1988) w reżyserii Stanisława Jędryki - „Można liczyć gwiazdy”.

## Życiorys

### Wczesne lata
Urodziła się i wychowała w Chorzowie. W wieku sześciu lat występowała w zespole „Kurtynki” na scenie i w studiu nagraniowym w Pałacu Młodzieży w Katowicach. Uczyła się w klasie skrzypiec w Państwowej Szkole Muzycznej I i II stopnia im. Mieczysława Karłowicza w Katowicach, którą ukończyła w roku 1988 na wydziale wokalnym. 

### Kariera
W 1984 debiutowała na profesjonalnej scenie podczas jubileuszowego XX Festiwalu Piosenki Radzieckiej w Zielonej Gorze. W latach 1984–1988 współpracowała z Orkiestrą Polskiego Radia i Telewizji w Katowicach pod kierownictwem artystycznym Jerzego Miliana. Koncertowała i nagrywała w radiach, telewizjach i studiach w Katowicach, Łodzi, Poznaniu i Warszawie. 
W 1985 na zielonogórskim XXI Festiwalu Piosenki Radzieckiej zajęła trzecie miejsce zdobywając Brązowy Samowar, a na XIX Festiwalu Piosenki Żołnierskiej w Kołobrzegu otrzymała Srebrny Pierścień.
W 1986 na jubileuszowym XX Festiwalu Piosenki Żołnierskiej w Kołobrzegu po raz drugi odebrała Srebrny Pierścień. 
W 1987 na Festiwalu Midnight Sun Song w Lahti (Finlandia) została uhonorowana Nagrodą F.I.D.O.F. w kategorii „The Young Talented Artist”, a także wystąpiła na Festival di Tumba w Curaçao. W latach 1987–1988 współpracowała z grupą Super Box. Od roku 1988 koncertuje i nagrywa, a także bierze udział w programach telewizyjnych w Europie. 
Wyjechała na stałe do Gudensbergu w Hesji, gdzie w 2002 wraz z mężem Fabianem Marczokiem założyła niemiecko-polski zespół rockowy Different Sides. Zajmuje się też malowaniem obrazów.